# Carea
Carea är ett släkte av fjärilar. Carea ingår i familjen trågspinnare.

## Dottertaxa tillCarea, i alfabetisk ordning[1]
- Carea acutapex
- Carea adoxa
- Carea aetha
- Carea albimargo
- Carea albirufa
- Carea albopurpurea
- Carea angulata
- Carea annae
- Carea antennata
- Carea argentipuncta
- Carea argentipurpurea
- Carea argentiviridis
- Carea balteata
- Carea bilinea
- Carea biviata
- Carea borneonis
- Carea calva
- Carea careoides
- Carea carneipennis
- Carea carneplagiata
- Carea caroli
- Carea cervina
- Carea chalybea
- Carea chlorostigma
- Carea cineracea
- Carea commixta
- Carea confinis
- Carea consimilis
- Carea costiplaga
- Carea cuprea
- Carea curtisi
- Carea curvifera
- Carea defuscata
- Carea devia
- Carea devittata
- Carea diagona
- Carea diluta
- Carea dione
- Carea diplogramma
- Carea ducalis
- Carea effusa
- Carea egens
- Carea elaeogramma
- Carea elaeospila
- Carea endophaea
- Carea erectilinea
- Carea exesa
- Carea fakfakensis
- Carea fasciata
- Carea felix
- Carea ferribrunnea
- Carea ferrinigra
- Carea ferriviridis
- Carea flava
- Carea flavidirubra
- Carea fulvescens
- Carea fulvida
- Carea fuscomarginata
- Carea fuscosa
- Carea heidwigae
- Carea hepatica
- Carea hollowayi
- Carea holophaea
- Carea immemor
- Carea indistincta
- Carea inducens
- Carea infundibulata
- Carea innocens
- Carea intermedia
- Carea internifusca
- Carea jacobsoni
- Carea javana
- Carea josephi
- Carea lentilineata
- Carea leucobathra
- Carea leucocraspis
- Carea leucozona
- Carea lilacina
- Carea longicornis
- Carea loxoscia
- Carea malabarica
- Carea mathilda
- Carea mediogrisea
- Carea mesocausta
- Carea metaphaea
- Carea micropunctata
- Carea minahassae
- Carea minima
- Carea minor
- Carea mixticolor
- Carea modesta
- Carea moira
- Carea nana
- Carea nebulifera
- Carea negativapex
- Carea nexilla
- Carea nicobarensis
- Carea nigrimacula
- Carea nitida
- Carea notodontina
- Carea obliquifascia
- Carea obsolescens
- Carea obvia
- Carea ochreipennis
- Carea ochreobrunnea
- Carea ochreoviridis
- Carea ocyra
- Carea padanga
- Carea padangensis
- Carea pallida
- Carea pallidior
- Carea papuensis
- Carea parallelaria
- Carea parangulata
- Carea perspicua
- Carea phaedropa
- Carea phantera
- Carea picta
- Carea pinkeri
- Carea plesiogramma
- Carea pollex
- Carea pratti
- Carea prominens
- Carea proutiae
- Carea pryeri
- Carea purpurea
- Carea purpureolineata
- Carea purpureoscripta
- Carea quieta
- Carea rhodophila
- Carea robinsoni
- Carea roseotincta
- Carea rubiginosa
- Carea rubrifusa
- Carea sabulosa
- Carea semipallida
- Carea seticornis
- Carea sibolgae
- Carea sikkimensis
- Carea simplicilinea
- Carea stueningi
- Carea subtilana
- Carea subtilella
- Carea subtilis
- Carea subtilodes
- Carea subvia
- Carea suffusa
- Carea sumatrana
- Carea tarika
- Carea translucens
- Carea transpurpuralis
- Carea trichotmeta
- Carea triguttata
- Carea trilineata
- Carea tumida
- Carea tumidistigma
- Carea undicostata
- Carea unipunctata
- Carea vandermeermohri
- Carea varipes
- Carea venusta
- Carea verticata
- Carea vexilla
- Carea viridifascia
- Carea viridipennis
- Carea viridipicta
- Carea virilis
- Carea vulpina
- Carea zonata